# Puttin' on the Ritz
Puttin' on the Ritz — пісня, написана в 1927 Ірвінгом Берліном і вперше виконана Harry Richman в однойменному мюзиклі 1930. Остаточний варіант пісні, проте, написана тим же Берліном з новим приспівом в 1946 у виконанні Fred Astaire у фільмі Cieli azzurri (Блакитне небо).
Пізніше, пісня була записана численними іншими виконавцями. Серед найбільш вдалих варіантів — виконання голландського співака Taco у 1982.

## Текст
Назва пісні походить від сленгового вислову Puttin' on the Ritz, що означає «елегантно одягатися» і походить від назви готелю Hôtel Ritz Paris у Парижі.
Текст пісні протягом багатьох років змінювався. Puttin' on the Ritz був спочатку опублікований у Берліні в 1929 році з першою версією тексту, в якому йдеться про Гарлем і Lenox Avenue — райони Нью-Йорка з переважно чорношкірим населенням. Ця версія використана в мюзиклі Puttin' on the Ritz (з Харрі Річманом). Та ж саме версія використовується у фільмі 1939 року «Захоплення ідіота» у виконанні Кларка Ґейбла. Пізніше, однак, автор переніс місце дії до Парк-авеню, зробивши героями пісні багатьох білих городян. Крім того, у другій редакції тексту поет-пісняр згадує Гері Купера, який на той момент був одним з найвідоміших голлівудських акторів, а також Джона Рокфеллера — першого доларового мільярдера. Цю пісню записав Фред Астер для фільму «Блакитні небеса» (1946).

## Музика
Пісня написана в формі A(куплет)A | B(приспів) B | C(перехід) | B, але перша строфа A (з повторенням) в виконаннях зазвичай опускається, так що усічена форма приймає вигляд 32-тактової форми AABA, де A — музика приспіву (в повній версії позначена буквою B), із закінченням на рефрені Puttin' on the Ritz.

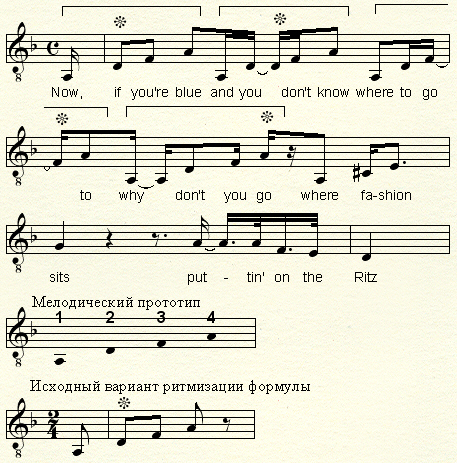
Фрагмент пісні Puttin' on the Ritz (строфа B). Проведення вихідної мелодійної фігури виділені квадратними дужками. Зірочками показані метричні акценти

На думку Джона Мюллера, основний прийом у фрагменті А (усіченої версії) — це використання ритмічного рішення із затримкою: розбалансований пасаж, підкреслений небанальними наголосами у тексті, який несподівано розв'язується на довгій ноті, за ним слідує посилене твердження заголовної фрази. Маршеподібний фрагмент В, лише злегка синкопований, діє як контраст до попередньої ритмічної складності. На думку Алека Вайлдера, в його дослідженні американської популярної пісні, ритмічний малюнок «Puttin’ on the Ritz» — найбільш складний і задирливий з усіх, з якими він коли-небудь стикався.
Своєрідності пісні надає друга частина (розділ  B  в повній версії форми), кожна строфа якої закінчується рефреном Puttin' on the Ritz. Тут найпростіша мелодійна фігура (квартсекстаккорд)
в тісному розташуванні) проводиться чотири рази (див. нотний приклад), щоразу інакше ритмизована. Перше проведення встановлює вихідний мелодико-ритмічний варіант («точку відліку», ноти фігури синхронізовані з долями метричної сітки). Усі наступні проведення фігури ритмічно скорочені (три восьмих замість чотирьох), при цьому метричні акценти падають на різні ноти фігури: у другому проведенні — акцент на d (№ 2 на схемі мелодійного прототипу) зі зміщенням на шістнадцяту (синкопа), у третьому — на f (№ 3), у четвертому — на a (№ 4). Винахідлива мелодико-ритмічна гра створює враження збою в тактовому метрі, який насправді строго витримується протягом усієї п'єси.

## Дискографія
Серед виконавців, які записали пісню, включають в себе, серед інших (за абеткою):
- Фред Астер[1][5]
- Елла Фіцджеральд
- Джуді Гарленд[6]
- Бенні Гудмен[7]
- International Symphony Orchestra[1]
- Еріх Кунцель з естрадним оркестром штату Цинцитнаті[1]
- Rebecca Luker e Peter Buchi[1]
- The Swingle Singers[1]
- Двайт Томас[1]
- Роббі Вільямс

### Версія di Taco

##### 45 об/хв[8][9]
1. Puttin' on the Ritz 4:36/6:03
2. Livin' In My Dream World 3:06

##### 45 об/хв (італійська версія, 1983)
1. Puttin' on the Ritz 6:07
2. Singin' in the Rain 4:39

#### Хіт-паради
| Країна        | Позиція в хіт-параді | Тижнів |
| ------------- | -------------------- | ------ |
| Австрія       | 3                    | 10     |
| Бельгія       | 13                   | 6      |
| Німеччина     | 20                   | 25     |
| Норвегія      | 2                    | 19     |
| Нова Зеландія | 1                    | 18     |
| Нідерланди    | 18                   | 8      |
| Швеція        | 1                    | 13     |
| Швейцарія     | 6                    | 6      |

## Кавер-версії
Пісню «Puttin’ on the Ritz» переспівували багато разів. Серед представників джазу і свінгу свої версії створювали Бенні Гудмен, Елла Фіцджеральд, Джуді Гарленд Руфус Вейнрайт, Ніл Даймонд, Кенні Болл, Pasadena Roof Orchestra, The Clevelanders, The Swingle Singers, Mad Band, Beegie Adair і багато інших. Серед музикантів інших жанрів — Майкл Джексон, Leningrad Cowboys (спід-метал), Shiny Toy Guns (синті-поп), Брета Отри (електронний рок з використанням семплів версії Елли Фітцджеральд) та інших.
На українській сцені «Puttin' on the Ritz» звучав у хоровій версії у виконанні хору київського академічного хору «Хрещатик»

## Цікаві факти
- Схожість для російського вуха назви цієї пісні на ім'я російського президента спричинило до появи караоке-версії пісні під назвою «Путин Огурец»[12].